# كسوف الشمس 20 مايو 2050
سيحدث كسوف كلي للشمس في 20 مايو 2050. يحدث كسوف الشمس عندما يمر القمر بين الأرض والشمس ، وبالتالي يحجب صورة الشمس كليًا أو جزئيًا عن مشاهد على الأرض. يحدث الكسوف الكلي للشمس عندما يكون القطر الظاهري للقمر أكبر من قطر الشمس ، مما يحجب كل ضوء الشمس المباشر ، ويحول النهار إلى ظلام. تحدث الكلية في مسار ضيق عبر سطح الأرض ، مع كسوف جزئي للشمس مرئي فوق المنطقة المحيطة بعرض آلاف الكيلومترات. هذا الكسوف هو كسوف هجين يبدأ وينتهي ككسوف حلقي للشمس.

## الخسوفات ذات الصلة

### كسوف الشمس 2047-2050
هذا الكسوف هو جزء من سلسلة كسوف الشمس 2047-2050. يتكرر الكسوف في كل 177 يومًا تقريبًا و 4 ساعات في العقد المتناوبة من مدار القمر.
ملحوظة: الخسوف الجزئي للقمر في 26 يناير 2047 و 22 يوليو 2047 يحدث في مجموعة خسوف السنة القمرية السابقة.
| مجموعات كسوف الشمس 2047-2050 | مجموعات كسوف الشمس 2047-2050     | مجموعات كسوف الشمس 2047-2050 | مجموعات كسوف الشمس 2047-2050 | مجموعات كسوف الشمس 2047-2050 |
| ---------------------------- | -------------------------------- | ---------------------------- | ---------------------------- | ---------------------------- |
| عقدة تصاعدية                 | عقدة تصاعدية                     |                              | عقدة تنازلية                 | عقدة تنازلية                 |
| 118                          | يونيو 23, 2047 جزئي              | 123                          | ديسمبر 16, 2047 جزئي         |                              |
| 128                          | يونيو 11, 2048 [الإنجليزية] حلقي | 133                          | ديسمبر 5, 2048 كلي           |                              |
| 138                          | مايو 31, 2049 حلقي               | 143                          | نوفمبر 25, 2049 هجين         |                              |
| 148                          | مايو 20, 2050 هجين               | 153                          | نوفمبر 14, 2050 جزئي         |                              |

### ساروس 148
وهو جزء من دورة ساروس 148 ، التي تتكرر كل حوالي 18 سنة و 11 يومًا ، يحتوي على 75 حدثًا.
- بدأت السلسلة بكسوف جزئي للشمس في 21 سبتمبر 1653 ،
- وشهد كسوفًا حلقيًا في 29 أبريل 2014 و 9 مايو 2032 ،
- وخسوفًا هجينًا في 20 مايو 2050.
- وخسوفًا كليًا اعتبارًا من 31 مايو 2068 ، حتى 3 أغسطس 2771.
- تنتهي السلسلة عند الحدث 75 ككسوف جزئي في 12 ديسمبر 2987.

سيكون أطول كسوف كلي في 26 أبريل 2609 في 5 دقائق و 23 ثانية.
| تحدث أعضاء السلسلة 15-25 بين عامي 1901 و 2100: | تحدث أعضاء السلسلة 15-25 بين عامي 1901 و 2100: | تحدث أعضاء السلسلة 15-25 بين عامي 1901 و 2100: |
| 15                                             | 16                                             | 17                                             |
| ---------------------------------------------- | ---------------------------------------------- | ---------------------------------------------- |
| فبراير 23, 1906 [الإنجليزية]                   | مارس 5, 1924 [الإنجليزية]                      | مارس 16, 1942 [الإنجليزية]                     |
| 18                                             | 19                                             | 20                                             |
| مارس 27, 1960 [الإنجليزية]                     | أبريل 7, 1978 [الإنجليزية]                     | أبريل 17, 1996 [الإنجليزية]                    |
| 21                                             | 22                                             | 23                                             |
| أبريل 29, 2014                                 | مايو 9, 2032                                   | مايو 20, 2050                                  |
| 24                                             | 25                                             |                                                |
| مايو 31, 2068 [الإنجليزية]                     | يونيو 11, 2086 [الإنجليزية]                    |                                                |

### سلسلة اينكس
هذا الكسوف هو جزء من دورة اينكس طويلة الأمد ، يتكرر عند العقد المتناوبة ، كل 358 شهرًا سينوديًا (≈ 10571.95 يومًا ، أو 29 عامًا ناقص 20 يومًا).
مظهرها وخط طولها غير منتظمين بسبب عدم التزامن مع الشهر غير الطبيعي (فترة الحضيض). ومع ذلك ، فإن مجموعات 3 دورات اينكس (87 سنة ناقص شهرين) تقترب (≈ 1،151.02 شهرًا غير طبيعي) ، لذا فإن الكسوف متشابه في هذه المجموعات.
- ساروس 140: الكسوف الكلي للشمس في 29 أكتوبر 1818
- الساروس 141: كسوف حلقي للشمس في 9 أكتوبر 1847
- الساروس 142: الكسوف الكلي للشمس في 17 سبتمبر 1876

| أعضاء سلسلة Inex بين عامي 1901 و 2100:       | أعضاء سلسلة Inex بين عامي 1901 و 2100:       | أعضاء سلسلة Inex بين عامي 1901 و 2100:       |
| -------------------------------------------- | -------------------------------------------- | -------------------------------------------- |
| </img> </br>30 أغسطس 1905 </br> (ساروس 143)  | </img> </br> 10 أغسطس 1934 </br> (ساروس 144) | </img> </br> 20 يوليو 1963 </br> (ساروس 145) |
| </img> </br> 30 يونيو 1992 </br> (ساروس 146) | </img> </br> 10 يونيو 2021 </br> (ساروس 147) | </img> </br> 20 مايو 2050 </br> (ساروس 148)  |
| </img> </br> 1 مايو 2079 </br> (ساروس 149)   |                                              |                                              |

في القرن الثاني والعشرين:
- ساروس 150: كسوف جزئي للشمس في 11 أبريل 2108
- ساروس 151: كسوف حلقي للشمس في 21 مارس 2137
- ساروس 152: الكسوف الكلي للشمس في 2 مارس 2166
- ساروس 153: كسوف حلقي للشمس في 10 فبراير 2195

### سلسلة ميتونيك
تتكرر السلسلة ميتونيك كل 19 عامًا (6939.69 يومًا) ، وتستمر حوالي 5 دورات. يحدث الكسوف في نفس تاريخ التقويم تقريبًا. بالإضافة إلى ذلك ، تتكرر سلسلة أكتون الفرعية 1/5 من ذلك أو كل 3.8 سنوات (1387.94 يومًا). تحدث جميع الكسوفات في هذا الجدول عند العقدة الصاعدة للقمر.
| سلسلة أكتون مع 21 حدثًا بين 21 مايو 1993 و 2 أغسطس 2065 | سلسلة أكتون مع 21 حدثًا بين 21 مايو 1993 و 2 أغسطس 2065 | سلسلة أكتون مع 21 حدثًا بين 21 مايو 1993 و 2 أغسطس 2065 | سلسلة أكتون مع 21 حدثًا بين 21 مايو 1993 و 2 أغسطس 2065 | سلسلة أكتون مع 21 حدثًا بين 21 مايو 1993 و 2 أغسطس 2065 |
| مايو 20–21                                             | مارس 8–9                                               | ديسمبر 25–26                                           | أكتوبر 13–14                                           | أغسطس 1–2                                              |
| 98                                                     | 100                                                    | 102                                                    | 104                                                    | 106                                                    |
| ------------------------------------------------------ | ------------------------------------------------------ | ------------------------------------------------------ | ------------------------------------------------------ | ------------------------------------------------------ |
| مايو 21, 1955                                          | مارس 9, 1959                                           | ديسمبر 26, 1962                                        | أكتوبر 14, 1966                                        | أغسطس 2, 1970                                          |
| 108                                                    | 110                                                    | 112                                                    | 114                                                    | 116                                                    |
| مايو 21, 1974                                          | مارس 9, 1978                                           | ديسمبر 26, 1981                                        | أكتوبر 14, 1985                                        | أغسطس 1, 1989                                          |
| 118                                                    | 120                                                    | 122                                                    | 124                                                    | 126                                                    |
| مايو 21, 1993 [الإنجليزية]                             | مارس 9, 1997 [الإنجليزية]                              | ديسمبر 25, 2000 [الإنجليزية]                           | أكتوبر 14, 2004                                        | أغسطس 1, 2008                                          |
| 128                                                    | 130                                                    | 132                                                    | 134                                                    | 136                                                    |
| مايو 20, 2012                                          | مارس 9, 2016                                           | ديسمبر 26, 2019                                        | أكتوبر 14, 2023                                        | أغسطس 2, 2027                                          |
| 138                                                    | 140                                                    | 142                                                    | 144                                                    | 146                                                    |
| مايو 21, 2031                                          | مارس 9, 2035                                           | ديسمبر 26, 2038                                        | أكتوبر 14, 2042                                        | أغسطس 2, 2046                                          |
| 148                                                    | 150                                                    | 152                                                    | 154                                                    | 156                                                    |
| مايو 20, 2050                                          | مارس 9, 2054 [الإنجليزية]                              | ديسمبر 26, 2057 [الإنجليزية]                           | أكتوبر 13, 2061 [الإنجليزية]                           | أغسطس 2, 2065 [الإنجليزية]                             |
| 158                                                    | 160                                                    | 162                                                    | 164                                                    | 166                                                    |
| مايو 20, 2069 [الإنجليزية]                             | مارس 8, 2073                                           | ديسمبر 26, 2076                                        | أكتوبر 13, 2080                                        | أغسطس 1, 2084                                          |

## روابط خارجية
- www.solar-eclipse.de - متوسط التغطية السحابية والمدن على طول مسار الكسوف
- http://eclipse.gsfc.nasa.gov/SEplot/SEplot2001/SE2046Aug02T. GIF